# Wellstead Estuary
Wellstead Estuary är en flodmynning i Australien. Den ligger i delstaten Western Australia, omkring 420 kilometer sydost om delstatshuvudstaden Perth.
Genomsnittlig årsnederbörd är 566 millimeter. Den regnigaste månaden är maj, med i genomsnitt 83 mm nederbörd, och den torraste är februari, med 13 mm nederbörd.